# Tomica
Tomica je naseljeno mjesto u Republici Hrvatskoj u sastavu općine Podcrkavlje u Brodsko-posavskoj županiji.

## Zemljopis
Tomica se nalaze na južnim obroncima Dilja, južno od Podcrkavlja i istočno od državne ceste Našice - Slavonski Brod, susjedna naselja su Slavonski Brod na jugu, Bukovlje na istoku, Podvinje na zapadu te Rastušje na sjeveru.

## Stanovništvo
Prema popisu stanovništva iz 2011. godine Tomica je imala 479 stanovnika. 
| broj stanovnika | 139   | 139   | 161   | 221   | 231   | 279   | 274   | 297   | 316   | 323   | 341   | 340   | 350   | 373   | 455   | 479   | 405   |
|                 | 1857. | 1869. | 1880. | 1890. | 1900. | 1910. | 1921. | 1931. | 1948. | 1953. | 1961. | 1971. | 1981. | 1991. | 2001. | 2011. | 2021. |

## Šport
- NK Tomica, nogometni klub